# Født til å Herske
Født til å Herske — дебютний студійний альбом норвезького дарк-ембієнт артиста Mortiis. Реліз альбому відбувся у грудні 1993 року під лейблом Malicious Records. Альбом складається з однієї довгої композиції, розділеної на дві частини. Кілька разів перевидавався у різні роки під різними лейблами.

## Список композицій
| #     | Назва                               | Автор слів            | Автор музики | Тривалість |
| ----- | ----------------------------------- | --------------------- | ------------ | ---------- |
| 1.    | «Født til å Herske» (частина перша) | інструментальний трек | Mortiis      | 27:37      |
| 2.    | «Født til å Herske» (частина друга) | Mortiis               | Mortiis      | 25:23      |
| 53:00 |                                     |                       |              |            |